# Active SETI

Послання Аресібо є цифровим повідомленням, відправленим на кулясте зоряне скупчення M13. Це загальновідомий символ спроби людства зв'язатися з інопланетянами.

Active SETI або Messaging to Extra-Terrestrial Intelligence (англ. «послання позаземним цивілізаціям») — спроби передачі міжзоряних послань від людства імовірним розумним істотам за межами Сонячної системи.
На відміну від програми SETI (англ. Search for Extraterrestrial Intelligence — пошуки позаземного розуму), METI націлена не на пошук чого-небудь в небі, а на передачу сигналів на адресу передбачуваних «братів по розуму».
Некоректно вважати, що CETI (англ. Communication with Extraterrestrial Intelligence — зв'язок з позаземним розумом) являє собою комбінацію SETI + METI. Зв'язок передбачає початок Контакту, в той час, як Пошук (SETI) та Передача (METI) це лише два взаємопов'язані процеси в спробах встановлення Контакту.
У квітні 2051 року повідомлення Active SETI, надіслане до зірки HD 190360 (Глізе 777) досягне пункту призначення.